# Тернавка (Кам'янець-Подільський район)
Терна́вка (раніше — Теклівка) — село в Україні, у Гуменецькій сільській територіальній громаді Кам'янець-Подільського району Хмельницької області.

## Назва
В 1905 році зафіксована назва Теклівка Супрунковецька. Перейменовано з села Теклівка на село Тернавка.

## Географія
Село знаходиться у 19 км на північний схід від Кам’янця-Подільського, у 3.5 км на схід від Супрунківців, на річці Тернава.

### Клімат
Тернавка знаходяться в межах вологого континентального клімату із теплим літом.

## Історія
Перша згадка про село в документах — 1548 рік.
Внаслідок поразки визвольних змагань на початку XX століття, село надовго окуповане російсько-більшовицькими загарбниками.
Радянська окупація принесла колективізацію та розкуркулення, селяни зазнали репресій.
В 1932–1933 селяни села пережили сталінський геноцид.
З 24 серпня 1991 року село входить до складу незалежної України.
13 серпня 2015 року внаслідок об'єднання сільських рад село ввійшло до складу Гуменецької сільської громади, до цього органом місцевого самоврядування була Супрунковецька сільська рада.
У селі ніхто не проживає, але через те, що у зареєстрованих господарствах є спадкоємці, село не зникаю з карти та офіційних документів[джерело?].

## Населення
За переписом 2001 року населення становило 48 осіб.

### Мова
У селі були поширені західноподільська говірка та південноподільська говірка, що відносяться до подільського говору, який належить до південно-західного наріччя.

## Охорона природи
Село лежить у межах національного природного парку «Подільські Товтри».

## Галерея

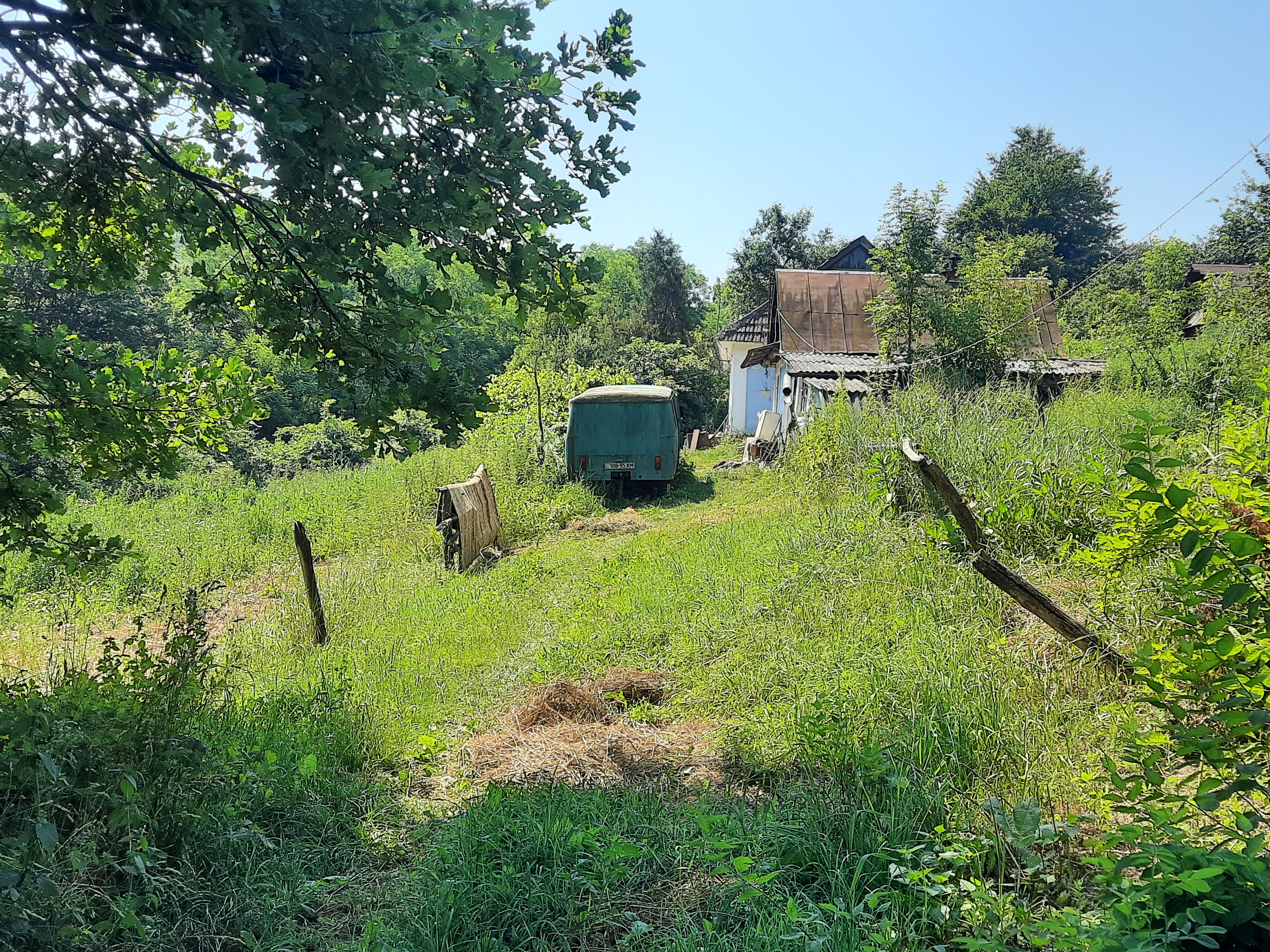
Сільська оселя
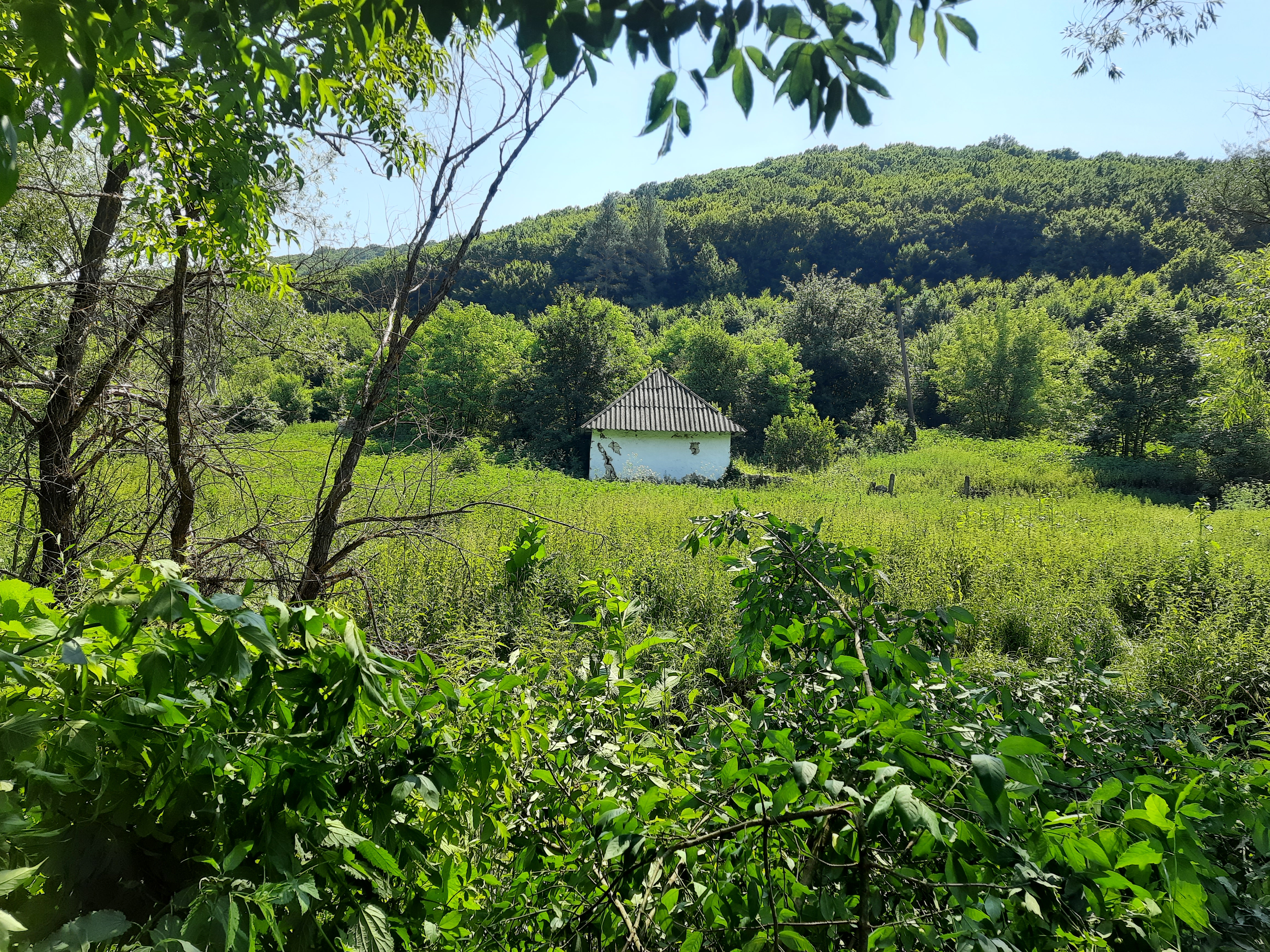
Сільський пейзаж
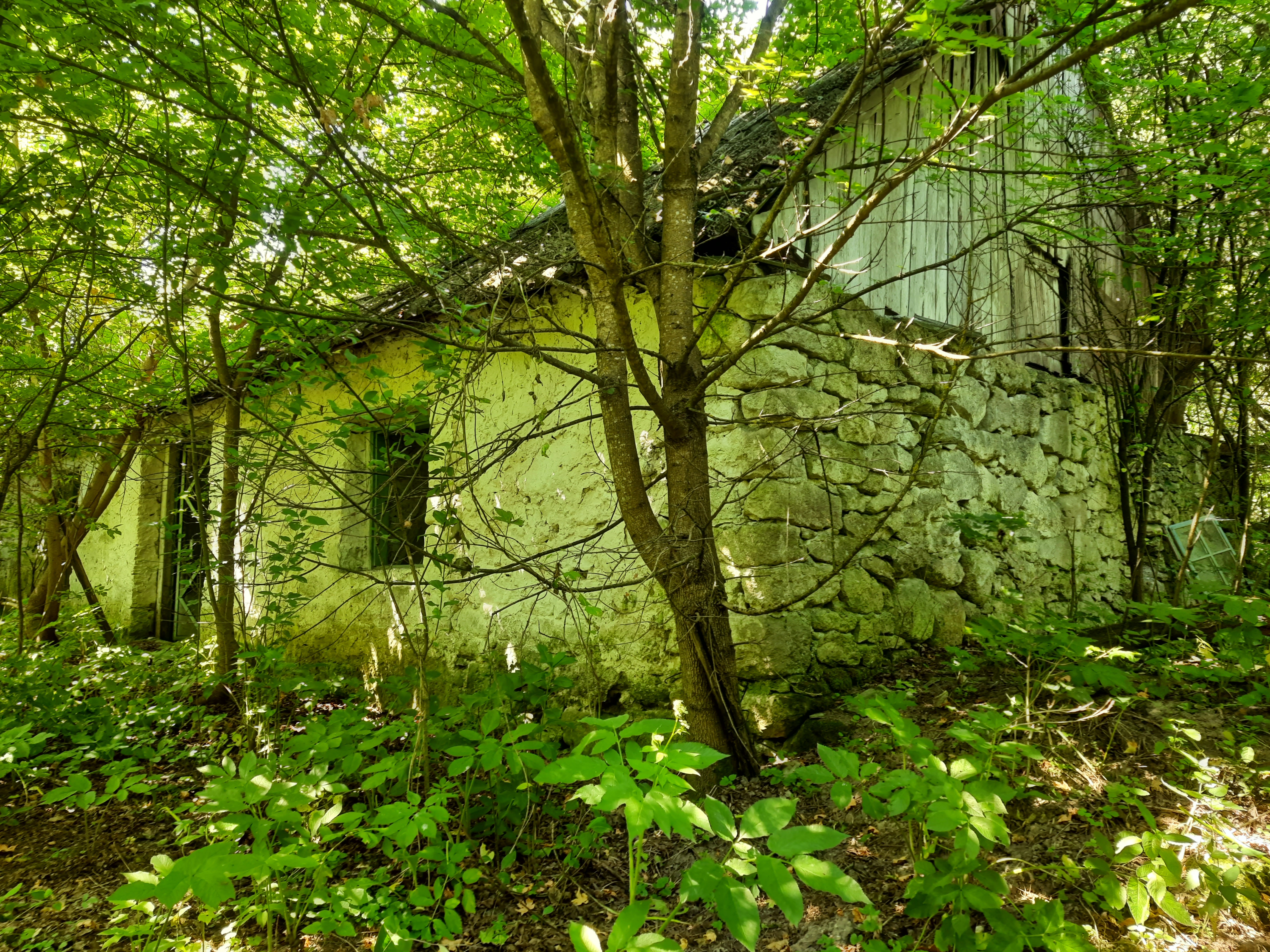
Руїни старого водяного млина
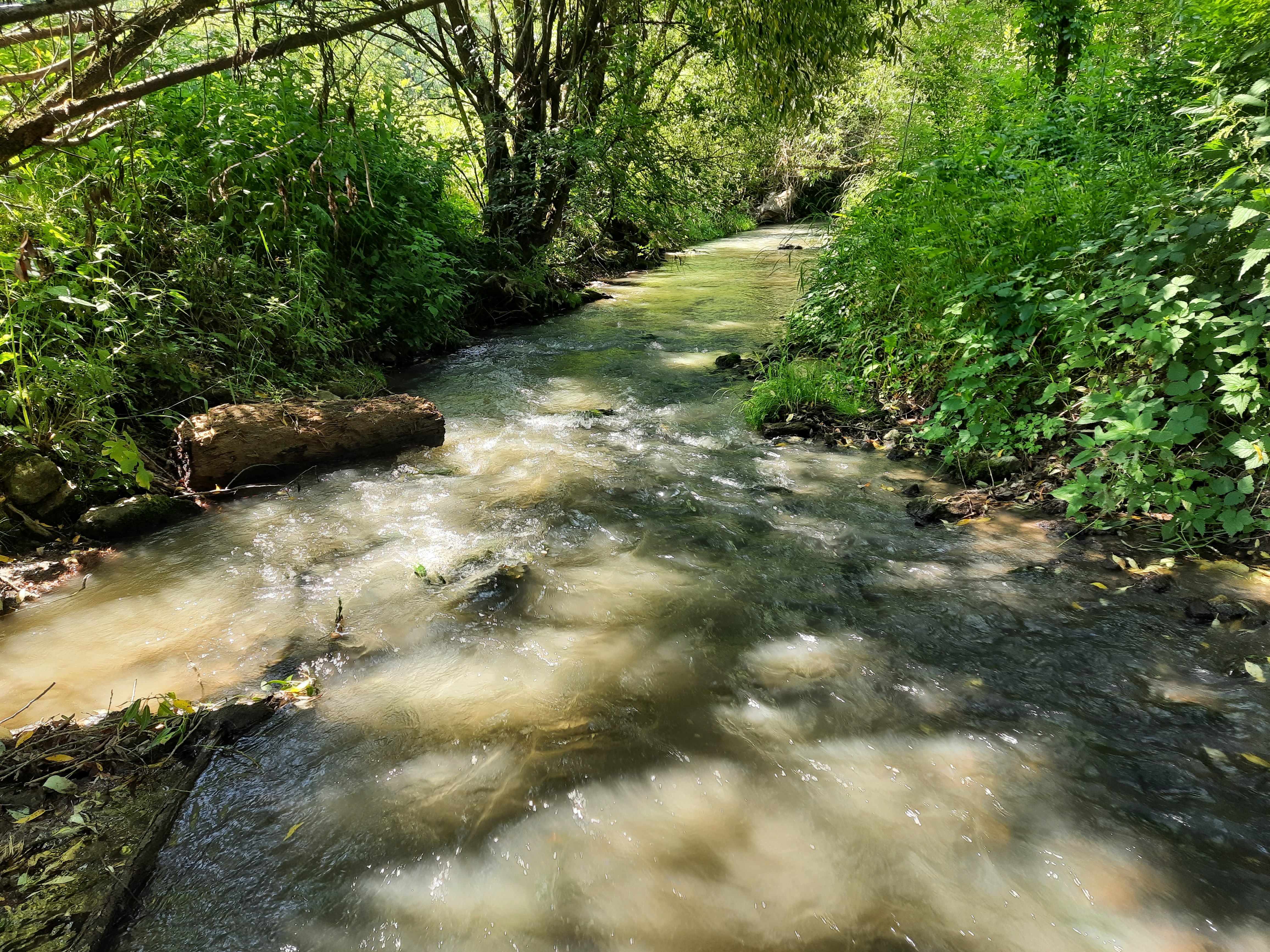
Річка Тернавка біля села
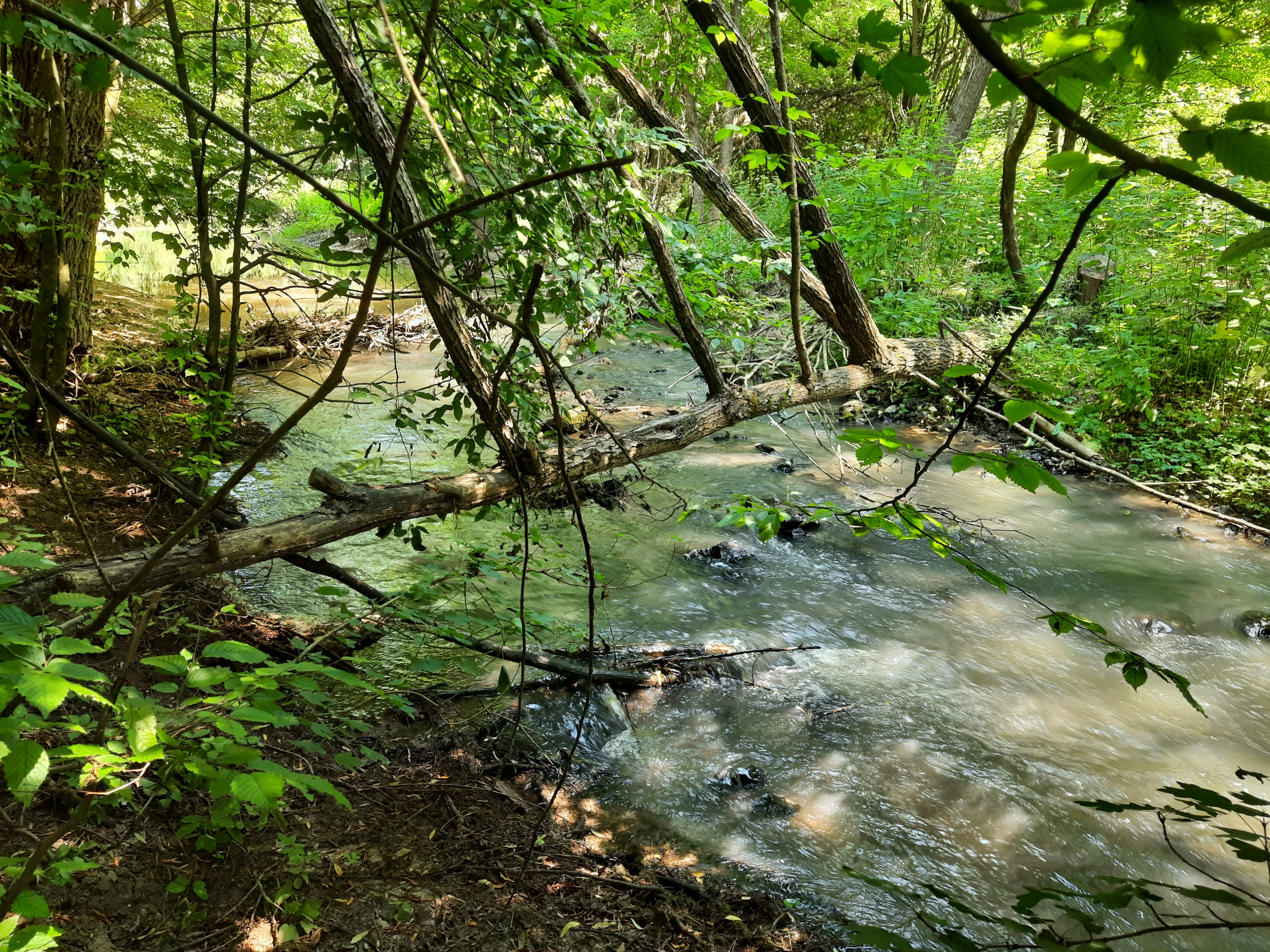
Перехід через річку